# Mariano Hoyas de la Cruz
Mariano Hoyas de la Cruz (Plasència, 19 de setembre de 1970) és un exfutbolista extremeny, que ocupava la posició de defensa.

## Trajectòria
Destaca en l'equip de la seua ciutat natal. El 1990 el Deportivo de La Corunya l'hi incorpora al seu filial, el Fabril Deportivo, on romandria un any abans de fer el salt al primer equip. Debuta a la primera divisió a l'agost de 1991, en partit contra el València CF, en el qual va sortir a la segona part i fou expulsat. Jugaria 25 partits més eixe any.
Els dos anys següents no va aconseguir la titularitat a l'equip de Riazor, per la qual cosa, a l'estiu de 1994 marxa al Celta de Vigo. Al conjunt de Balaídos sí que es fa un lloc a l'onze inicial, tot disputant fins a 36 partits el seu primer any com a cèltic. Estaria dos anys al Celta abans de fitxar pel CP Mérida, amb qui pujaria a primera divisió el 1997.
El defensa militaria quatre temporades al Mérida, entre 1996 i 2000, una d'elles a la màxima categoria. Va ser titular eixos anys, encara que el darrer la seua aportació va minvar. Al perdre la plaça per impagament el seu equip, fitxa pel Recreativo de Huelva. Al segon partit de la lliga 00/01, va sofrir una greu lesió que pràcticament el va mantindre dos anys en blanc.
Es va retirar el 2003, després de jugar un any amb el Cartagonova en Segona B. Mariano Hoyas ha acumulat 245 partits entre Primera i Segona Divisió.
Posteriorment a la seua retirada, ha estat vinculat al món del futbol com a secretari tècnic del CP Plasencia.